# Zolotarëvka
Zolotarëvka (in russo Золотарёвка?) è un insediamento di tipo urbano della Russia europea centrale, situato nel Penzenskij rajon dell'oblast' di Penza.
Si trova 25 km a sud-est di Kuzneck.